# Ово се сећам
Ово се сећам (енгл. This I remember) код нас објављена као Мој муж Франклин Рузвелт су мемоари Еленор Рузвелт (енгл. Eleanor Roosevelt) из 1949. године, америчке политичке личности, дипломате, активисткиње и прве даме Сједињених Држава док је њен супруг Френклин Д. Рузвелт био председник Сједињених Држава. Ово се сећам био је један од четири мемоара које је написала Елеонор Рузвелт, а остала три су: Ово је моја прича (This Is My Story), Сама сам (On My Own), и Аутобиографија Елеоноре Рузвелт (The Autobiography of Eleanor Roosevelt). Критичари су књигу добро прихватили и имала је комерцијални успех.
Српско издање под насловом Мој муж Франклин Рузвелт је објавила издавачка кућа "Минерва" из Суботице 1953. године у преводу Ђ. Крстића.

## Позадина
Еленор Рузвелт је рођена 11. октобра 1884. године у Њујорку. Члан угледне породице Рузвелт, одрасла је окружена материјалним богатством, али је имала тешко детињство, претрпевши смрт оба родитеља и брата пре своје десете године. Родбина ју је послала у Allenswood School пет година касније. Док је била тамо, на њу је утицала Marie Souvestre, оснивач школе. У књизи Ово је моја прича написала је да је „шта год да сам постала имало своје семе у те три године контакта са либералним умом и снажном личношћу“. Када је имала осамнаест година, Рузвелтова се вратила у Њујорк и придружила се Националној лиги потрошача. Удала се за Френклина Д. Рузвелта, свог рођака, 1905. године. Имали су петоро деце.
Еленор је била укључена у политичку каријеру свог мужа када је 1911. године освојио место у Сенату државе Њујорк и отпутовала са њим у Вашингтон када је постао војни секретар Сједињених Држава у кабинету Вудроа Вилсона. Укључила се у добровољачки рад током Првог светског рата. Године 1918. открила је да Френклин има аферу са Луси Мерсер Ратерфурд и одлучила је да се посвети сопственом животу. Наставила је да помаже свом мужу у његовој политичкој каријери, али је такође почела да ради у разним реформским покретима, укључујући покрет за право гласа за жене. Као прва дама Сједињених Држава након Франклиновог избора за председника Сједињених Држава 1932. године, Елеанор је „поставила стандард према којем се од тада мере председникове жене“, радећи на стварању могућности за жене, успостављањем Националне администрације за младе, и заговарање грађанских права за Афроамериканце. Док је  била председница, написала је 2.500 колумни у новинама, 299 чланака у часописима, 6 књига и путовала по земљи држећи говоре. 
Елеанор је остала политички активна након смрти свог мужа, служећи као први представник Сједињених Држава у Уједињеним нацијама и председавајући Комисијом Уједињених нација за људска права када је састављена Универзална декларација о људским правима. Касније је председавала Председничком комисијом Џона Ф. Кенедија о статусу жена до своје смрти 1962. године. Америчка национална биографија закључује да је она била „можда најутицајнија Американка двадесетог века”.

## О књизи
Ово се сећам наставило се тамо где је Ово је моја прича (This Is My Story) стала, 1920-их. Покрива Елеонорин живот до Френклинове смрти 1945.  Потписала је уговор за писање књиге убрзо након што је он умро. Синтија Харис је у својој биографији Елеоноре написала да је „нову књигу видела као начин да расветли ФДР-ово наслеђе колико и свој живот”.  Рукопис је завршен 1949.  и исте године  је објавио Harper & Brothers. Прво издање књиге имало је 387 страница. 
Ladies' Home Journal је веома профитабилно издао њене прве мемоаре. Кад им је Еленор понудила права за Ово се сећам, Bruce Gold, један од уредника, није подржавао рукопис. Написао је: „Ово сте написали пребрзо — као да сте га компоновали на бициклу док сте педалирали пут до ватре.  Она је ревидирала мемоаре, али Голд није био задовољан и предложио је довођење сарадника.  Као одговор, Елеанор је напустила Ladies' Home Journal, одневши га као и своју колумну у McCall's, који је платио 150.000 долара ( еквивалентно 1,982,308 $ године 2024 ) — пре читања нацрта — за права на серијализацију и понудио јој да плати више за колумну.  Херберт Хувер је запретио да ће тужити часопис због Елеонориног описа његових поступака током Марша бонуса 1931. године. Она се извинила. Књига је била избор за књигу месеца. 

## Пријем
Књига је описана као „огроман критички и комерцијални успех“ у Енциклопедији Елеонор Рузвелт.  Добила је бројне критике.  The American Political Science Review назвао је књигу „искреном и откривајућом” и закључио да је то „веома људски приказ онога што јавни живот чини човеку и његовој породици”.  Рецензија објављена у The Annals of the American Academy of Political & Social Science наводи да је Ово се сећам „тако једноставно речено, тако директно, без украса и искрено, да у великој мери доприноси нашем увиду у катастрофалан низ светске депресије и тоталног рата“.  То је написала Елизабет Џејнвеј, која је писала у Њујорк тајмсу:
У овом добу мемоара из папир-машеа које су писци духова испали по толико по јарду, шокантно је дивно прочитати књигу коју није могао написати нико други на свету осим велике и важне личности чије је име потписано на њему, што је укусно, карактеристично и дирљиво.
Она је закључила да је ово „више него читљива, дивна књига. Ако стил понекад упада у баналност, клишеи су некако на посебан начин као код госпође Рузвелт, загрејани њеним укусом.“ 